# Morpho inka
Morpho inka är en fjärilsart som beskrevs av Friedrich Wilhelm Niepelt 1931. Morpho inka ingår i släktet Morpho och familjen praktfjärilar. Inga underarter finns listade i Catalogue of Life.